# Torsten Schmitz
Torsten Schmitz ( Crivitz, 1964. augusztus 26. –) német ökölvívó, edző.

## Amatőr eredményei
- 1982-ben junior Európa-bajnok váltósúlyban.
- 1986-ban bronzérmes a világbajnokságon váltósúlyban.
- 1989-ben ezüstérmes a világbajnokságon nagyváltósúlyban.
- 1991-ben  ezüstérmes az Európa-bajnokságon nagyváltósúlyban.
- 1991-ben bronzérmes a világbajnokságon nagyváltósúlyban.
- ötször nyerte meg Kelet-Németország bajnokságát (1983, 1984, 1985, 1987, 1989) és az  újraegyesítés után még egyszer a német bajnoki címet (1991).

## Edzőként
1993-ban fejezte be ökölvívó karrierjét. Azóta edzőként dolgozik, 1996 után a hamburgi Universumnál.